# Challenger 1
Challenger 1 foi o principal tanque de batalha (MBT) do exército britânico desde 1983 até substituído pelo Challenger 2, em meados de 1990. Também é usado atualmente pela Jordânia como o seu tanque de batalha principal após pesadas modificações e modernizações. A variante vendida para os militares jordanianos vem a ser atualizada para um padrão semelhante ao Challenger 2 além de passar por atualizações vem usando uma Torre não tripulada conhecida como Falcon.

## Desenvolvimento
Os carros de combate Chieftain e Challenger, sendo embora diferentes entre si, foram no entanto resultado de uma linha de desenvolvimento em que uns são base para o fabrico dos seguintes.
O Chieftain, que começou a ser estudado no final dos anos 50 foi na prática o substitudo do famoso Centurion, que foi desenhado para a II Guerra Mundial mas não chegou a ser utilizado no conflito. O grande número de Centurion atrasou de facto o novo tanque, tendo a Grã-Bretanha estudado outro tipo de tanques super-pesados como o Conqueror, no inicio dos anos 50.
Foi a falha do Conqueror que levou a que os britânicos desenvolvessem o Chieftain, tentando resolver parte dos problemas que tinham sido detectados.
Embora fosse um tanque muito pesado, o Chieftain estava equipado com o canhão de 120mm L11, o que o tornava no inicio dos anos 60 o mais poderoso carro de combate dos países ocidentais,equipando um tanque com um canhão de 120mm mais de dez anos antes de os restantes países da NATO o fazerem.
O Chieftain foi também exportado para vários países do médio oriente, nomeadamente para o Irã, que pretendeu efetuar mais encomendas do veículo, não o tendo feito por razões políticas.
Uma versão mais sofisticada do Chieftain foi vendida à Jordânia. A encomenda do Irã para uma versão mais poderosa do Chieftain, resultou na prática no Challenger-I, que quando a venda ao Irã ficou comprometida, foi adquirido pelo exército britânico para substituir o Chieftain em serviço.
A última versão do Challenger, é a versão II, que foi lançada pela empresa Vickers como um projecto privado para comercialização no mercado internacional.
O modelo foi entretanto escolhido pelo exército britânico em 1991 como substituto do Challenger-1
Além da Grã-Bretanha apenas o Omã adquiriu este carro de combate.
O Challenger-I é um desenvolvimento do tanque Shir-2 desenhado para o Irã pela Royal Ordnance Leeds, antes de esta empresa ter sido adquirida pela Vickers Defence.
A encomenda total de veículos Shir-2 (como o tanque iraniano se deveria chamar) era superior a 1000 unidades e como estava a programar a substituição dos seus antigos Chieftain, o exército britânico recebeu os novos tanques.
O Challenger, inaugurou a blindagem Chobham nos tanques britânicos, uma blindagem considerada revolucionária nos anos 80 e que combinava compostos cerâmicos com metálicos, tornando assim menos eficientes as munições de energia química.

## Principais Operadores
- Reino Unido
  - Designação Local: Challenger I
  - Quantidade Máxima: 420
  - Situação operacional: Aposentado

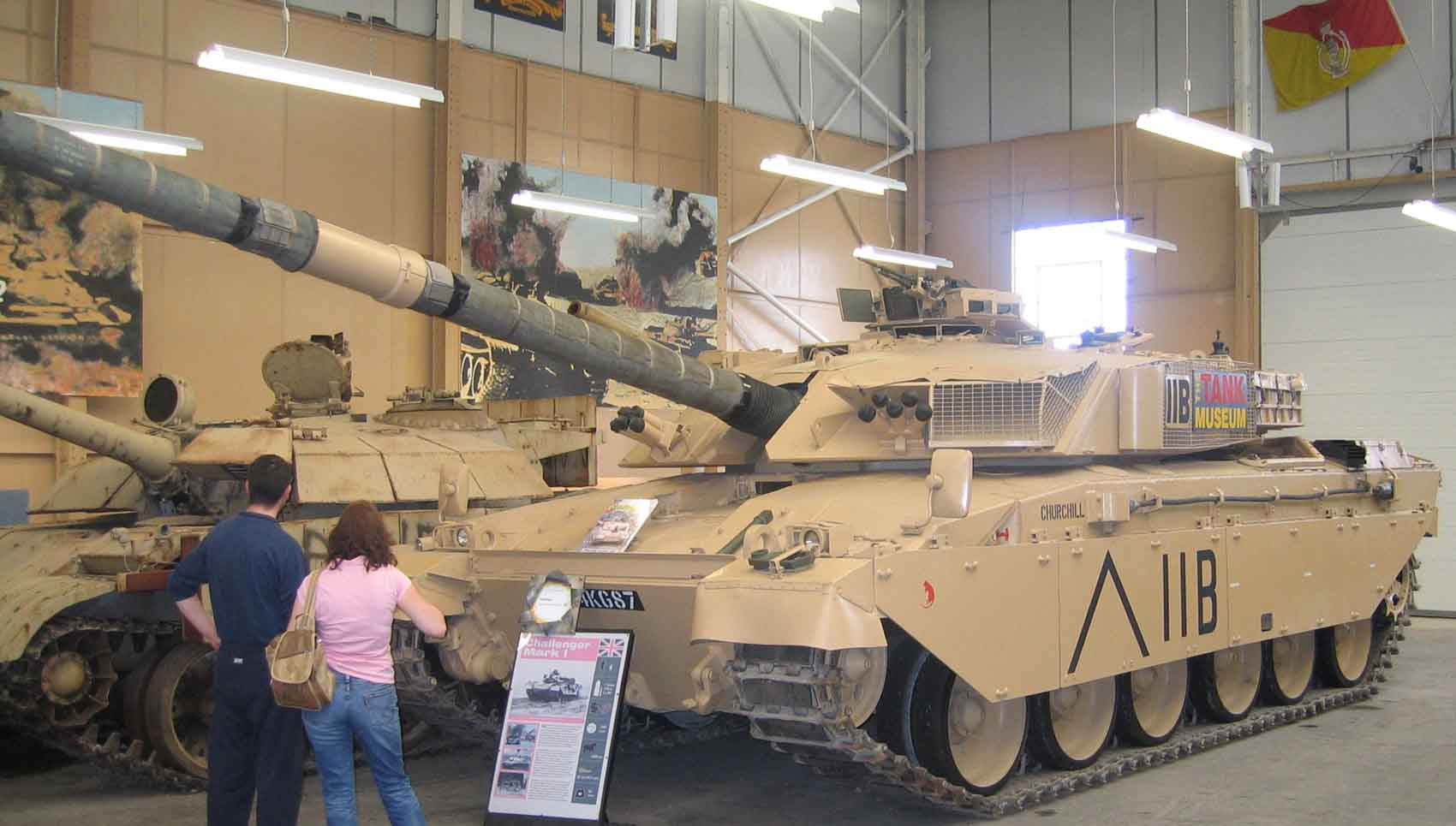
Challenger I em Bovington Tank Museum.

Embora tenha sido originalmente desenhado para o Irã, o Challenger adaptou-se totalmente às necessidades do exército britânico. Ele começou a ser entregue no inicio dos anos 80, substituindo lentamente os mais antigos Chieftain. Embora o armamento do Challenger seja o mesmo do Chieftain, ele tem um motor muito mais potente e sistemas de controle e de tiro mais poderosos.
- Jordânia
  - Designação Local: Al Hussein
  - Quantidade em serviço: 288
  - Situação operacional: Em serviço

Alguns dos Challenger Mk. 1 retirados do exército britânico foram transferidos para o exército da Jordânia onde substituiram os mais antigos tanques Tariq Jordanianos. Os Challenger- 1 transferidos para a Jordânia foram submetidos a uma completa revisão de sistemas.
Os tanques Khalid (Chieftain modernizados) vão igualmente ser modificados para garantir o máximo de sistemas comuns entre estes dois tanques. Com os Challenger I, juntamente com os mais antigos Khalid, a Jordania dispõem de uma das mais poderosas forças blindadas do  Oriente Médio.

## Serviço Operacional

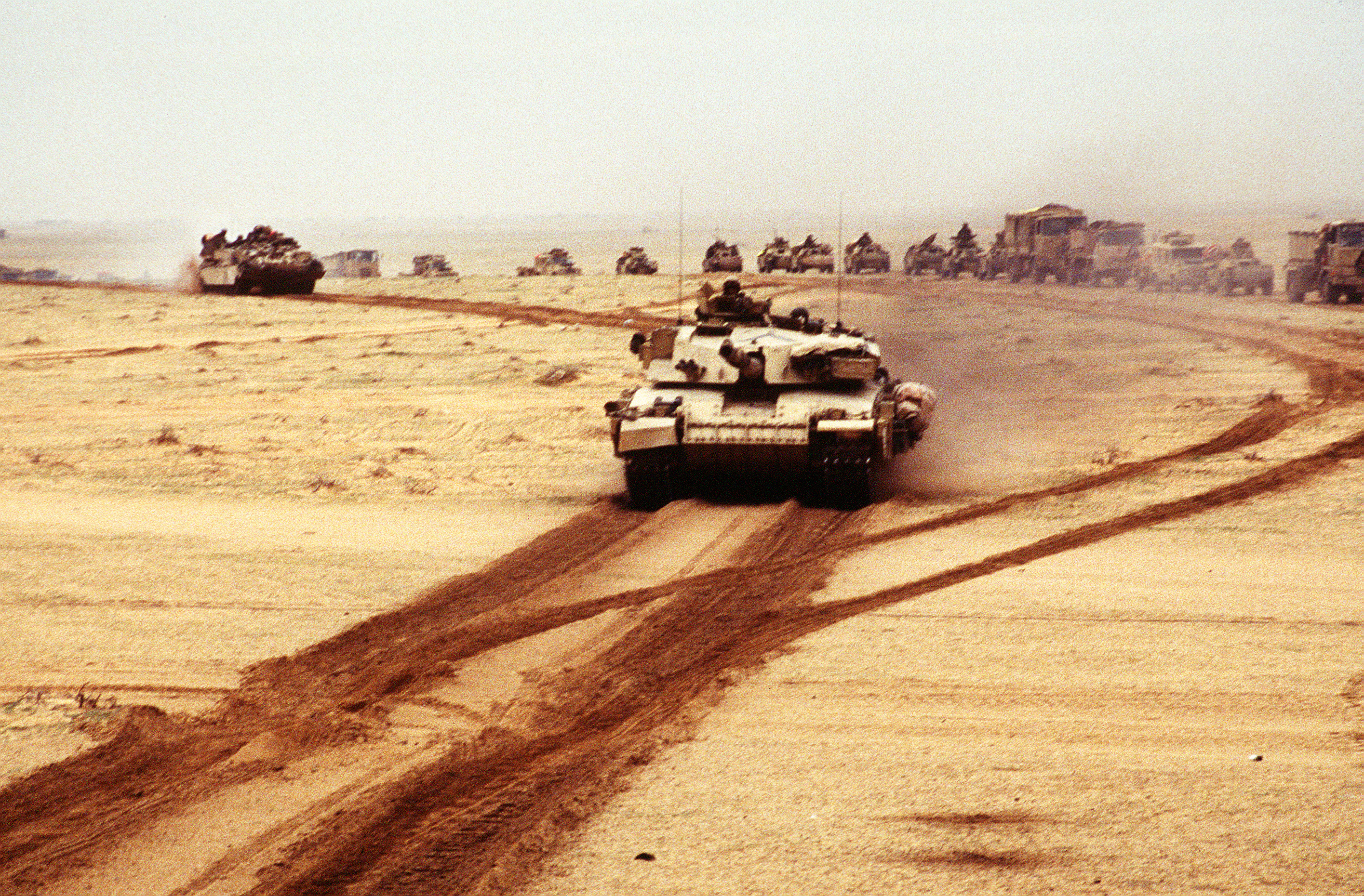
Um Challenger 1 durante a Operação Desert Storm

Cerca de 180 tanques Challenger foram destacados para a Arábia Saudita para a Operação Granby, a operação do Reino Unido na Guerra do Golfo Pérsico. Os britânicos alegaram ter destruído com os Challengers 300 veículos blindados iraquiano, sem perdas. Foi também o tanque de maior alcance na história militar, destruindo um tanque iraquiano a uma distância de 5,1 km.
Challengers também foram utilizados pelo Exército britânico na Bósnia e Herzegovina na Operação Joint Guardian, liderada pela OTAN no Kosovo.

## Galeria

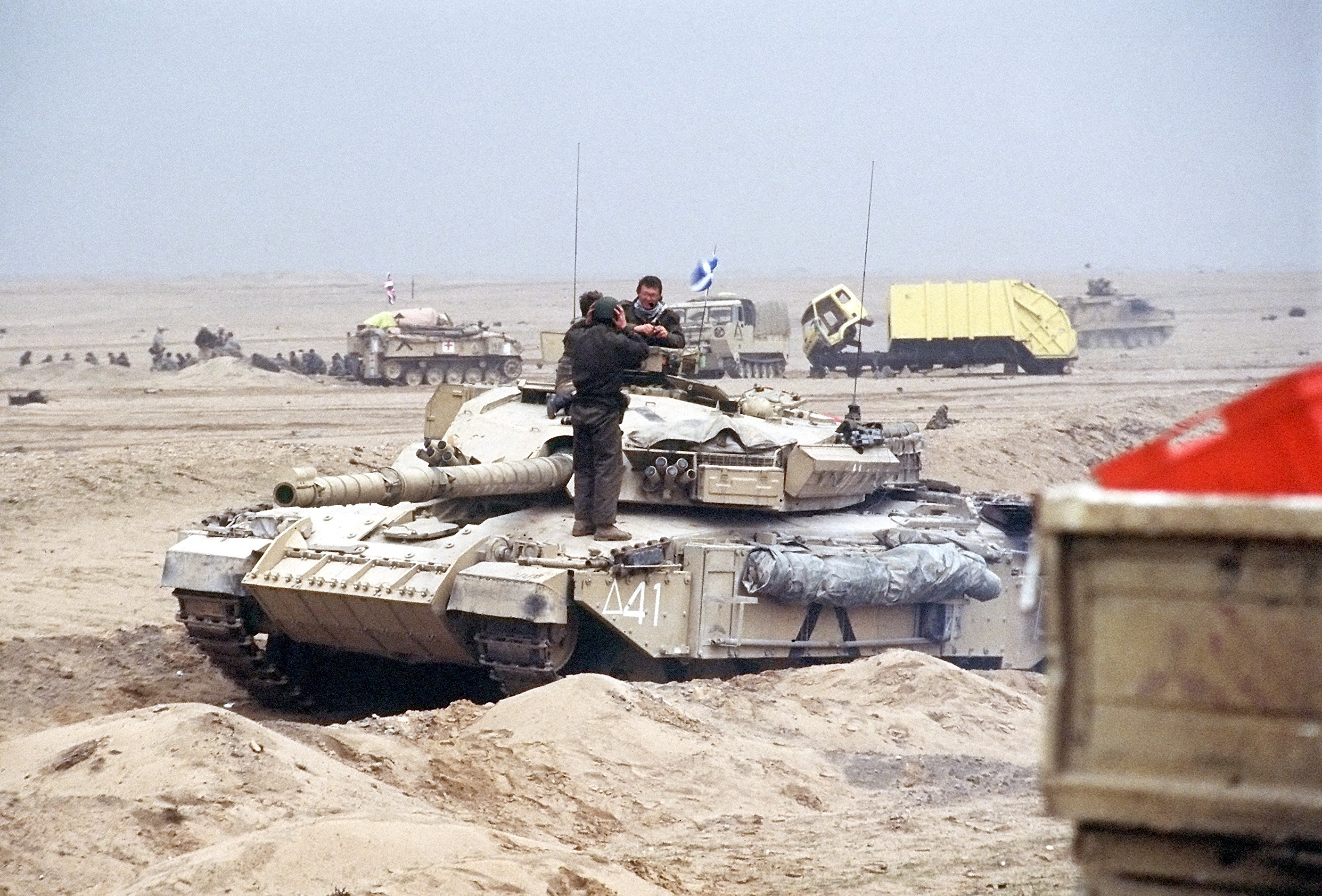
Challenger 1 durante retomada de Kuwait City.
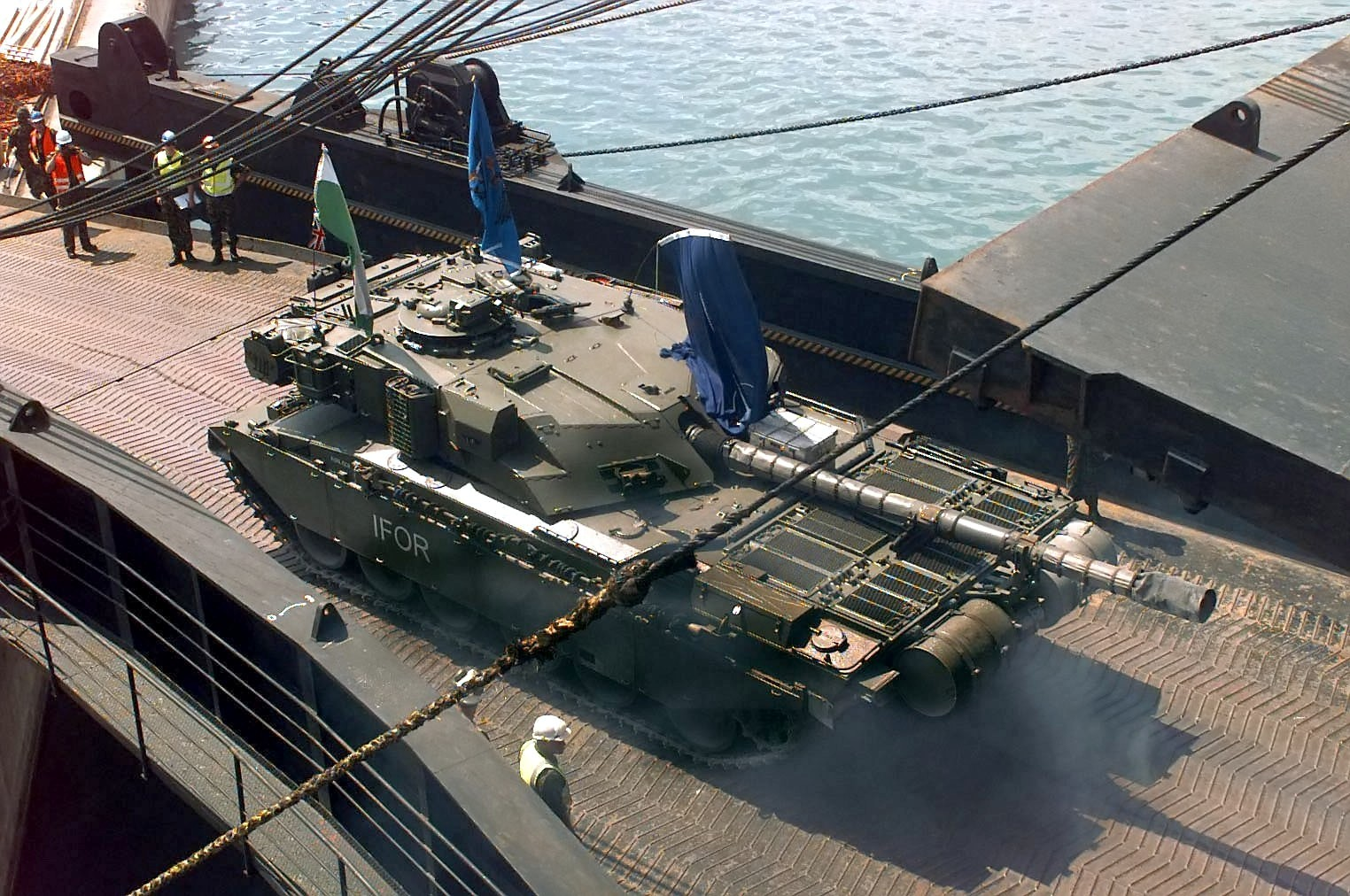
Challenger 1 do 1st The Queen's Dragoon Guards.
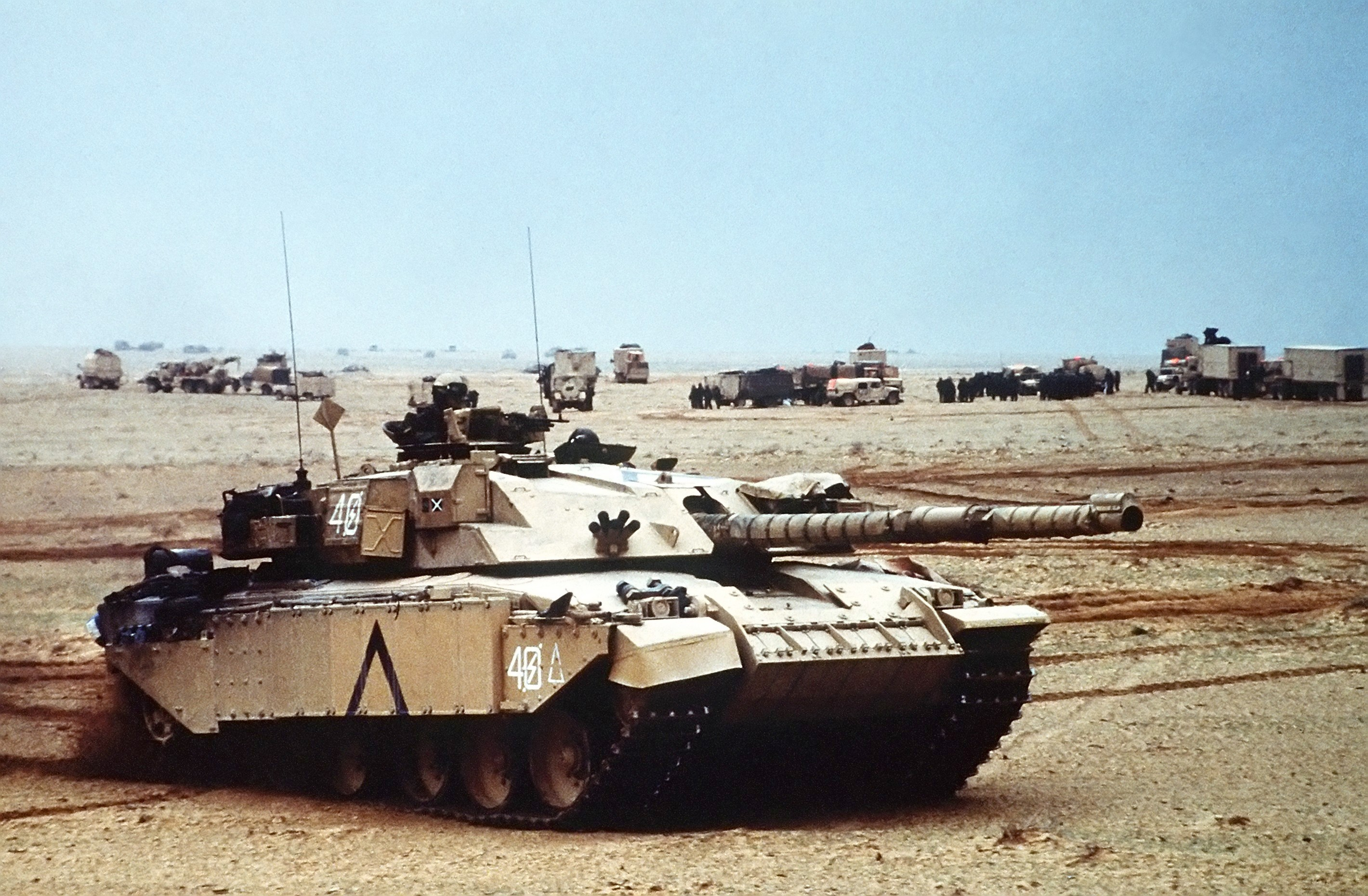
Challenger 1 durante a Guerra do Golfo.
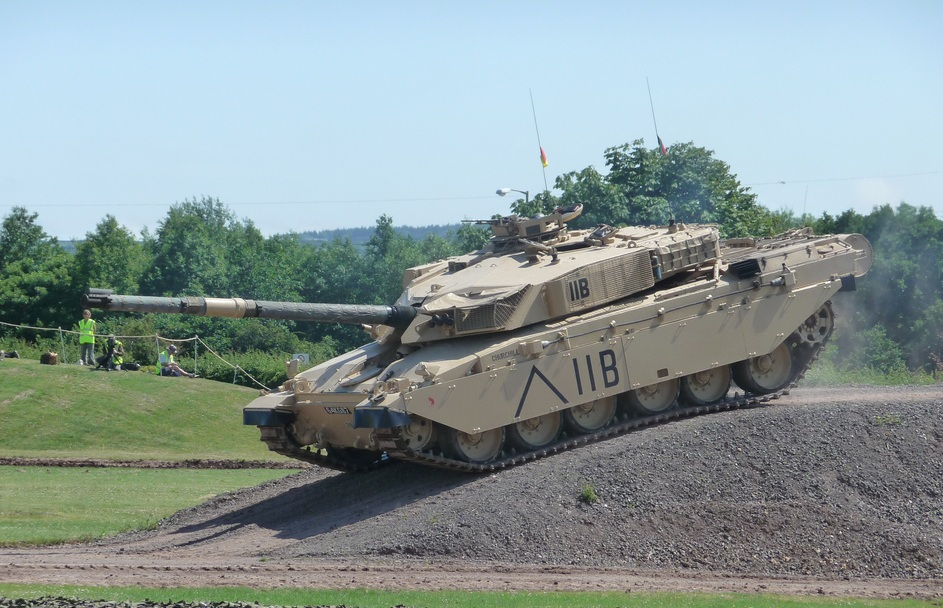
Um Challenger britânico.